# Aloe cheranganiensis
Aloe cheranganiensis é uma espécie de liliopsida do gênero Aloe, pertencente à família Asphodelaceae.